# المعاتكة (أولاد حسين)
المعاتكة هي إحدى مشيخات المملكة المغربية، تتبع جغرافيا لإقليم سيدي سليمان وإداريًا لأولاد حسين. يقدر عدد سكانها بـ 5754 نسمة حسب الإحصاء الرسمي للسكان والسكنى لسنة 2004.